# Cambridgea mercurialis
Cambridgea mercurialis är en spindelart som beskrevs av A. David Blest och Vink 2000. Cambridgea mercurialis ingår i släktet Cambridgea och familjen Stiphidiidae. Inga underarter finns listade.